# Gara centrală (Chișinău)

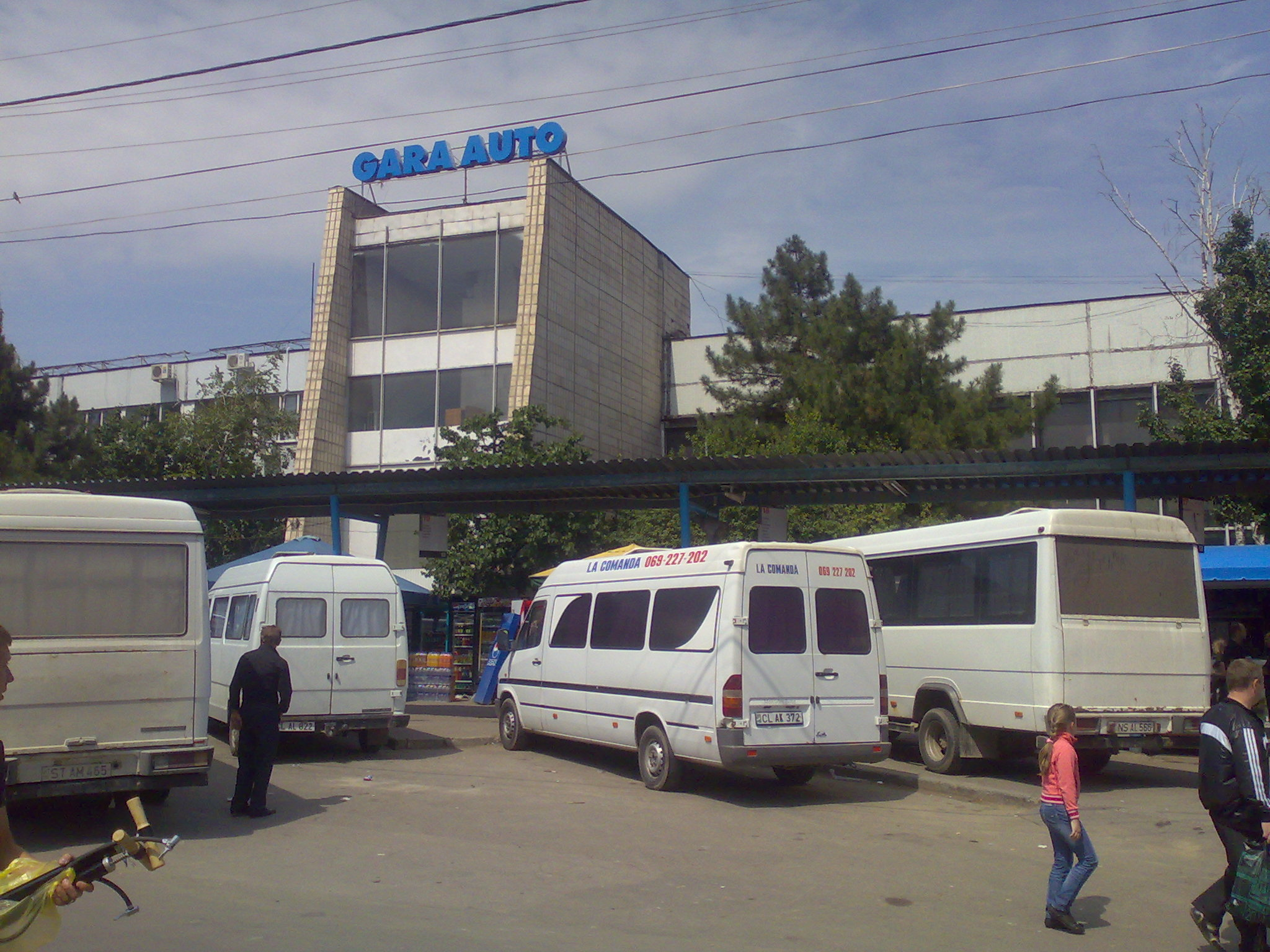
Sediul gării

Gara centrală din Chișinău este una din cele trei autogări din municipiul Chișinău (și cea mai veche dintre ele), situată în sectorul Centru al capitalei pe strada Mitropolit Varlaam, 58. Autogara deservește atât traficul intern de pasageri din Republica Moldova, cât și o serie de destinații internaționale (Ucraina, România, Rusia, etc.). 

## Istoric
Gara centrală a fost construită în 1974 (arhitect I.A. Zagorețki), cu o capacitate consolidată de deservire de 800 de persoane. Către 1982, traficul de persoane ajungea la 9,5 milioane de pasageri/anual, iar numărul rutelor zilnice – 732, spre majoritatea centrelor raionale și satelor din fosta RSS Moldovenească, precum și spre 40 de orașe din Ucraina vecină. Funcționa și o rută internațională (Chișinău – București). În același an (1982) a fost deschisă autogara „Sud” (actuala Gară de Sud), spre care au fost transferate rutele către localitățile din sudul Moldovei, precum și spre unele orașe din sudul Ucrainei (Vâlcov, Reni, Ismail, etc.).
Până la sfârșitul anilor 1990, Gara centrală, construită pentru a deservi predominant rutele suburbane, nu mai făcea față sarcinii traficului de persoane. Parcarea pentru numeroasele autovehicule pe distanțe lungi și internaționale nu mai ajungeau. Starea tehnică a stației era departe de normă. În acest sens, în anul 2005, cele mai multe dintre rutele pe distanțe lungi și internaționale au fost transferate la noua autogară – „Nord”, iar cele spre România, Bulgaria, Germania, Grecia, la Gara de Sud.
La 30.06.2014, „Central House SRL” reprezentată de Vitalie Perciun câștigă licitația, în temeiul căruia încheie contractul de locațiune 16.07.2014 nr. 1174 (în continuare - "Contractul de locațiune nr. 1174”) cu Î.S. "Garile si Statiile Auto”, in calitate de Locator si S.R.L. aprobat de Ministerul Transporturilor si Infrastructurii Drumurilor prin care au fost transmise în locațiune bunurile imobile din adresa mun. Chișinău, str. Mitropolit Varlaam 58, cu numerele cadastrale 0100206.340, 0100206.341, 0100206.343, 0100206.344, 0100206.345, 0100206.346, 0100206.380, 0100206.381, 0100206.382, 0100206.383, 0100206.384, 0100206.385, 0100206.386. Contract valabil pe 49 ani. 

## Vezi și
- Gara de Nord (Chișinău)
- Gara de Sud (Chișinău)

## Legături externe
- Orarul rutelor[nefuncțională – arhivă]
- Site-ul gărilor și stațiilor auto din RM